# 扎姆利奇
50°42′54″N 24°32′38″E / 50.71500°N 24.54389°E
扎姆利奇（烏克蘭語：Замличі），是烏克蘭的村落，位於該國西部沃倫州，由沃洛德米爾區負責管轄，始建於1570年，面積1.09平方公里，海拔高度234米，2001年人口307，人口密度每平方公里282.69人。